# カープ (潜水艦)
カープ (USS Carp, SS/AGSS/IXSS-338) は、アメリカ海軍の潜水艦。バラオ級潜水艦の一隻。艦名はコイを代表とし、極東で食用とされるハクレン、ソウギョ、フナなどのコイ科養殖魚に因んで命名された。その名を持つ艦としては2隻目。

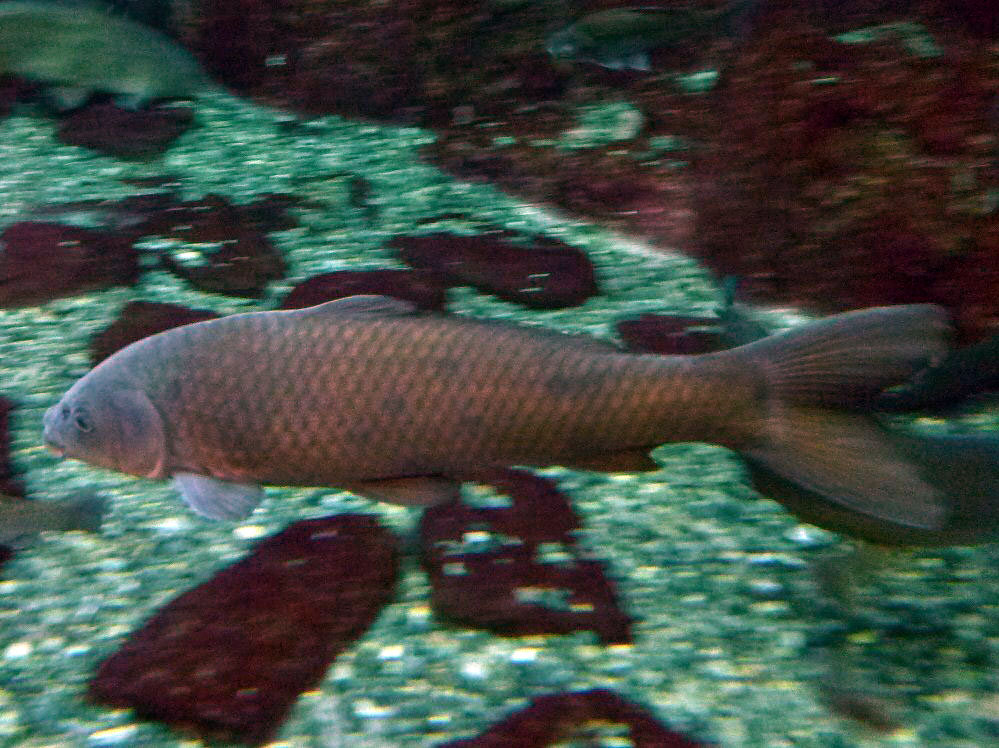
ノゴイ（Common carp）

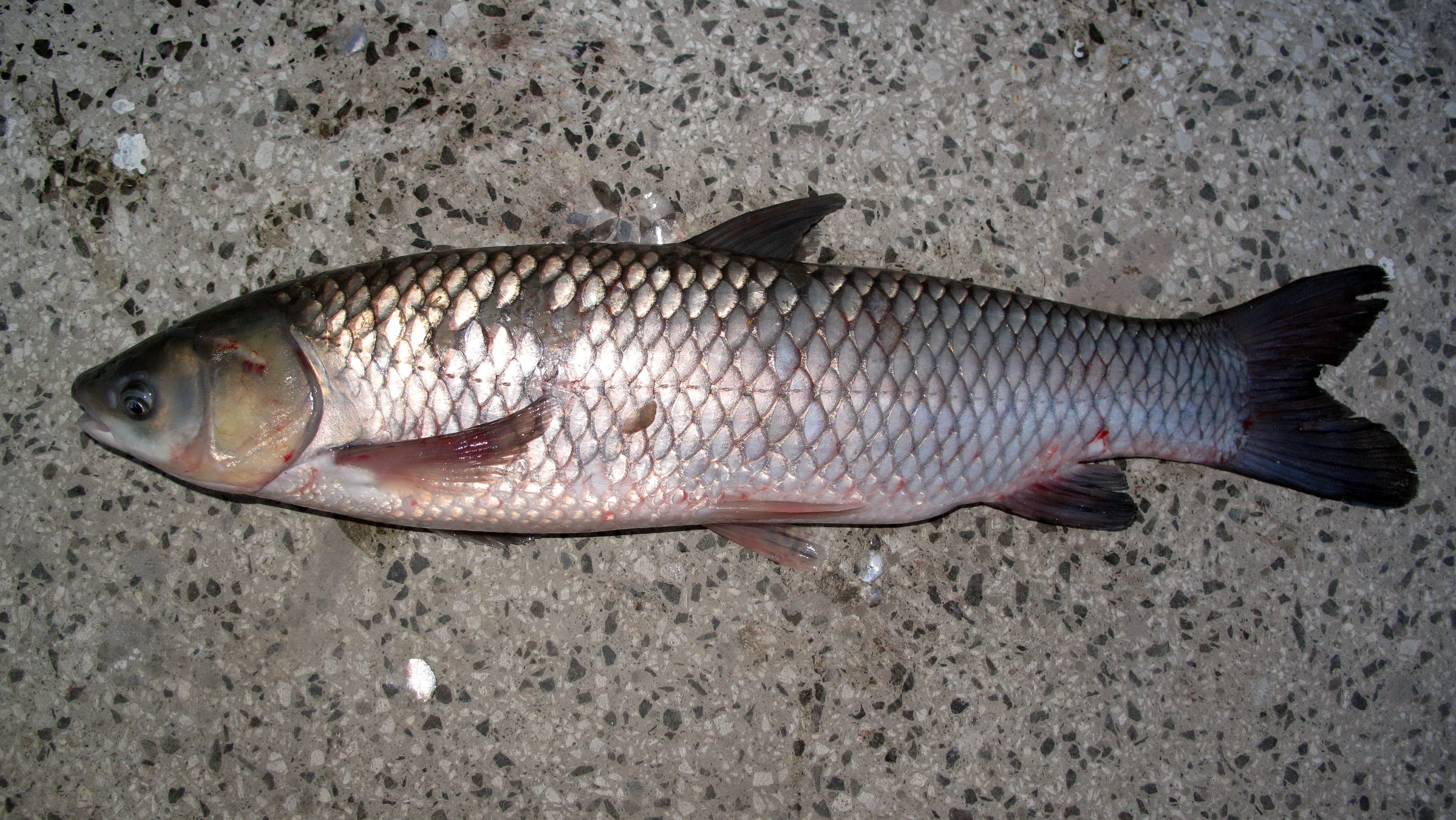
ソウギョ（Grass carp）

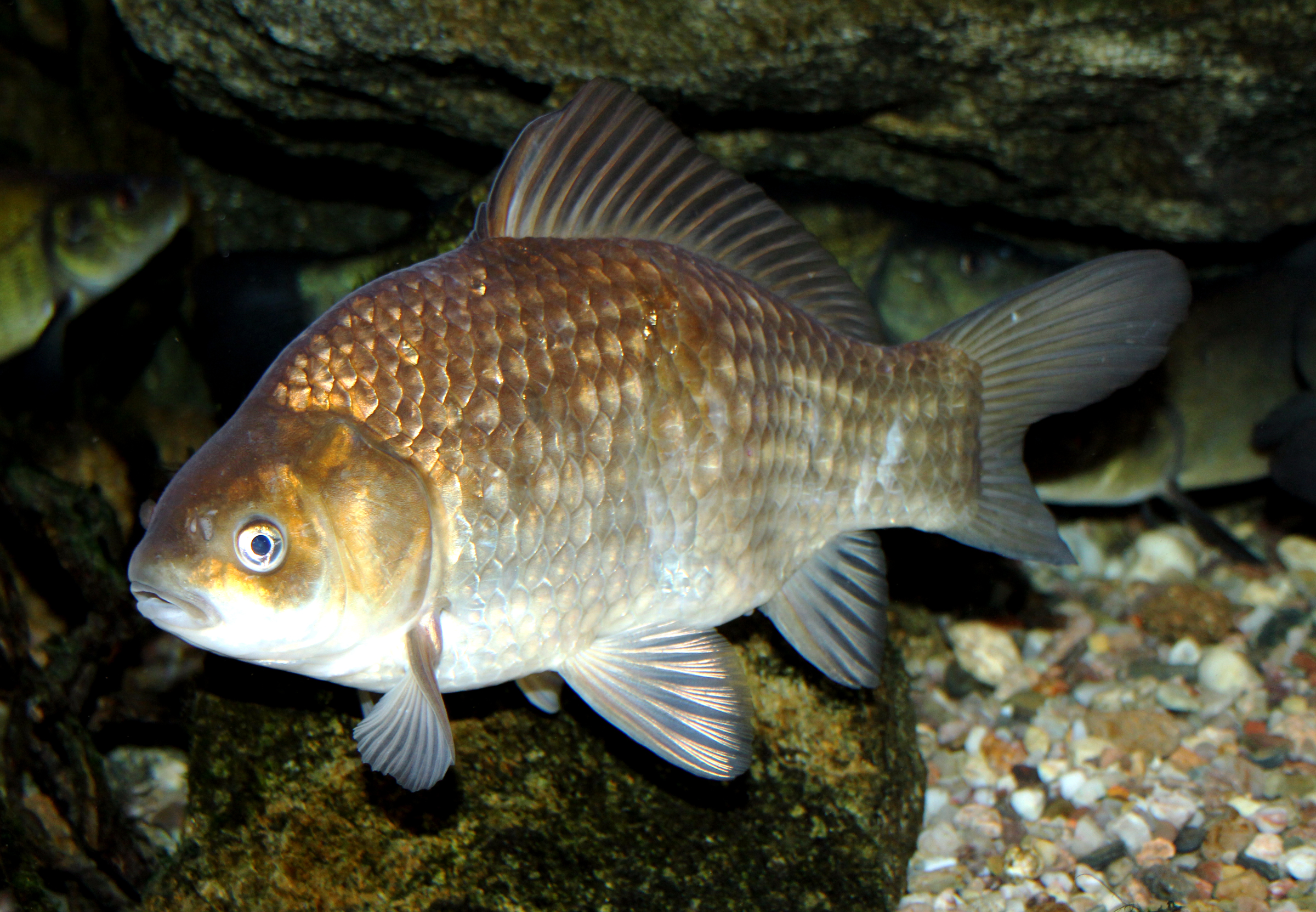
ヨーロッパブナ（Crucian carp）

## 艦歴
カープは1943年12月23日にコネチカット州グロトンのエレクトリック・ボート社で起工した。1944年11月12日にW・E・ヘス夫人によって命名、進水し、1945年2月28日に艦長J・L・ハニカット少佐（アナポリス卒業年次不明）の指揮下就役する。カープは1945年4月14日にニューロンドンを出航し、パナマのバルボアで訓練を行った後5月21日に真珠湾に到着した。

### 哨戒
6月8日、カープは最初の、そして結果的に唯一となった哨戒で日本近海に向かった。6月20日にサイパン島に寄港して補給の後、哨区に到着した。
7月12日夜、カープは北緯39度37分 東経142度18分 / 北緯39.617度 東経142.300度の地点で輸送船と護衛艦を発見し、翌7月13日に魚雷を2本発射したが命中しなかった。次いで魚雷をもう1本発射し、これは爆発が起こって聴音も途絶えたが、目標は浮いていた。
7月18日に北緯45度11分 東経148度14分 / 北緯45.183度 東経148.233度の地点で6隻の木造海上トラックを発見し、砲撃でそのうちの4隻を破壊。
7月26日未明には北緯45度10分 東経148度26分 / 北緯45.167度 東経148.433度を中心とする海域で2隻の小型商船を発見し、魚雷を2本と1本の計3本発射して爆発がいくつか起こって目標は2隻とも沈没したと判断される。
7月30日にも北緯45度02分 東経148度04分 / 北緯45.033度 東経148.067度の地点で4隻のラガー集団を発見し、魚雷を1本だけ発射したが命中しなかったため、40ミリ機関砲と50口径機銃で2隻のラガーを破壊した。
次いで7月31日には北緯45度11分 東経148度14分 / 北緯45.183度 東経148.233度の地点で3,000トン級輸送船を発見して魚雷を3本発射、すべて命中したことを確認した。
8月1日朝、カープは北緯45度45分 東経149度33分 / 北緯45.750度 東経149.550度の地点で捕鯨船を発見して魚雷を3本発射するが、回避された。また、哨戒期間全般を通じ、日本本土へ空襲を行う第38任務部隊（ジョン・S・マケイン・シニア中将）への支援に従事した。8月7日、カープは54日間の行動を終えてミッドウェー島に帰投した。この哨戒でカープは5隻9,800トンの戦果を挙げたと報じたが、JANACの戦後の調査では、中型商船、小型商船撃沈は認められず戦果はゼロとされた。カープはミッドウェー島で整備中に終戦を迎えた。
カープは第二次世界大戦の戦功で1個の従軍星章を受章した。その唯一の哨戒は「成功」として記録された。

### 戦後
9月1日、カープはミッドウェー島を出航し、9月22日にシアトルに帰投した。本国に戻ってからのカープは、第71潜水艦部隊の旗艦としてサンディエゴから西海岸沿いに作戦活動に従事し、しばしば真珠湾への訓練巡航を行った。1947年2月13日から6月15日まで極東において模擬哨戒を行い、1948年と49年には北極圏への調査巡航を行い、戦略上ますます重要性を帯びた地域の様子を調査した。1952年2月にフリート・シュノーケル改修を受けたカープは水中の速力および航続能力が強化された。1952年9月22日から1953年9月まで朝鮮戦争における国連軍の支援活動に従事する。1954年3月15日に新たな母港の真珠湾に到着し、同地を拠点として1959年7月まで艦隊での現役任務に留まる。この間に極東への巡航を行い、オーストラリアへの親善訪問および東南アジア条約機構の演習に参加、アラスカへの巡航を行った。1959年8月1日、カープは真珠湾を離れ大西洋艦隊に配属される。1959年8月28日にバージニア州ノーフォークに到着し、カープは1967年までカリブ海および東海岸での訓練演習に従事した。その後、カープは1968年に AGSS-338 （補助潜水艦）に艦種変更され、1971年には IXSS-338 （非分類潜水艦）に再変更されて南ボストン海軍基地付属施設に係留ののち、訓練に使用された。その際、バッテリー室はテレビ・ラウンジに転換され、梯子が溶接された。カープは1971年12月20日に除籍され、1973年にスクラップとして売却された。